# Cameroceras
Cameroceras (Cameroceras trentonese) é um gênero de moluscos cefalopódes que viveu no período Ordoviciano, entre 470 e 460 milhões de anos atrás. Media até nove metros de comprimento e tinha 17 pés (ou mais), sendo o maior predador de sua época, assemelhava-se a uma lula, porém com o corpo embutido em uma concha em forma de cone, característica que faz com que ele seja confundido às vezes com o gênero Orthoceras (também chamado ortocono), que era menor e viveu no Siluriano, há 400 milhões de anos atrás.
Possuía olhos primitivos, o que faz os cientistas suporem que se tratava de um animal que vivia  em águas profundas e escuras, pois seus olhos primitivos deveriam se incomodar com luzes mais fortes e também porque, se ele fosse em águas rasas não conseguiria se movimentar de tão grande. Suas principais presas eram trilobites (como Asaphus) e escorpiões marinhos (inclusive os maiores como Megalograptus).